# Тагиров, Гай Хаджиевич
Гай Хаджиевич Тагиров  (тат. Гайнулла Хаҗимөхәммәт улы Таһиров; 8 января 1907 года, Анжеро-Судженск — 16 сентября 1995 года, Казань) — артист балета, этнограф, хореограф, педагог. Балетмейстер Татарского театра оперы и балета (1928—1933). Народный артист Татарской АССР (1979).

## Биография
Гай Хаджиевич Тагиров родился 8 января 1907 года в станице Анжерка Томского уезда Томской губернии (ныне город Анжеро-Судженск Кемеровской области России) в семье рабочего на строительстве железной дороги и домохозяйки. В 1924 году уехал в Казань, где поступил учиться в татарский театральный техникум. В Казани в годы учёбы он успевал также играть в спектаклях Татарского академического театра имени Мусы Джалиля. Одновременно учился в Казанской хореографической студии. В 1928 году закончилась его учёба в техникуме и хореографической студии, Гай Хаджиевич получил профессию балетмейстера, режиссёра и актёра.
В дальнейшем, с 1928 по 1933 год он работал артистом, потом балетмейстером Татарского академического театра оперы и балета и в татарском драматическом театре им. Галиаскара Камала. За эти годы им было поставлено 37 спектаклей с хореографическими номерами. Его также привлекали для работы на летние сезоны Казанский театр рабочей молодежи (ТРАМ), Татарский государственный московский рабочий театр.
В 1931 год Гай Хаджиевич участвовал в научно-исследовательской экспедиции, где записывал танцевальные движения местных жителей, занимался сбором и изучением татарского фольклора.
В 1933—1938 годах учился в Московском хореографическом училище при Большом театре СССР (ныне Московская академия хореографии) под руководством педагогов А. М. Монахова (характерный и народно-сценический танец), П. А. Гусева и А. И. Чекрыгина (классический танец). По окончании училища был принят руководителем балетной труппы Татарского государственного театра оперы и балета. В 1938 году стал главным балетмейстером театра. В эти годы с его участием в театре были созданы национальные оперы и балеты: «Алтынчэч», «Беглец», «Шурале», «Галиябану» и т. д.
Гай Хаджиевич Тагиров в 1952—1955 годы работал балетмейстером Ансамбля песни и танца Татарской АССР, где ставил также татарские национальные сюжетные танцы. Среди них: «На птичьей ферме», «Тракторист», «Голубая шаль», «Батраки», «Башмачки». В 1967—1970 годы работал главным балетмейстером ансамбля. В эти годы он поставил номера: «Молодёжный студенческий танец», «Хадича», «На берегу реки», «Асылъяр», «Удачный танец», «5 пар» и др. В 60-х годах XX века ставил одноактные балеты для художественной самодеятельности на свои либретто: «Визит на луну» и «Интересная книга», «Рыбаки», «Вива Куба», «Странички из „Моабитской тетради“ Мусы Джалиля» на музыку Н. Жиганова, «Восточный балет» на музыку С. Сайдашева.
В 1972—1986 годы Гай Хаджиевич занимался преподавательской деятельностью в Казанском институте культуры, был наставником ряда представителей татарского балета, среди которых заслуженные артисты ТАССР Ф. Абдуллина, М. Гатиатуллин, Б. Ахтямов, А. Гацуллика, Р. Садыков, Р. Сафин, А. Калимуллин, С. Хайруллин, заслуженный артист РСФСР С. Цветков.
В 1988 году им была издана книга «100 татарских фольклорных танцев» с описаниями около ста тридцати татарских народных танцевальных движений, татарских мужских и женских костюмов.
Гай Хаджиевич Тагиров скончался 16 сентября 1995 года в Казани.

## Основные партии
Танцевал партии Галяви «ЗӘҢГӘР ШӘЛ (Голубая шаль)»; Аскарша «НАЁМЩИК» и др.

## Театральные постановки
В Татарском театре оперы и балета Гай Хаджиевич Тагиров поставил балеты «Тщетная предосторожность» П. Гертеля (1939), «Молодёжь на отдыхе» на музыку А. Ключарёва (1944), «Шурале» Ф. Яруллина (1945), «Красный мак» Р. Глиэра (1950); танцы в операх «Фауст» Ш. Гуно, «Кармен» Ж. Бизе, «Князь Игорь» А. Бородина, «Ильдар», «Качкын», «Алтынчеч» Н. Жиганова и др.

## Награды и звания
- Заслуженный артист Татарской АССР (1944)
- Медаль «За трудовое отличие» (14 июня 1957)
- Народный артист Татарской АССР (1979)

## Труды
- «Татарские народные танцы» (1960)
- Татарские танцы/ Г. Тагиров; редактор Ю. В. Виноградов. — Казань : Татарское книжное издательство, 1960. — 220 с. : ил., ноты ; 23 см. — Текст на русском и татарском языках.
- 100 татарских фольклорных танцев:/ Г. Х. Тагиров; [вступ. ст. В. Горшкова]. — Казань : Татарское книжное издательство, 1988.
- «Эпипэ» и «Этнэ» — «Сов. Татария», 1940, № 143.
- «Зәлидә» көенә бию. — В сб.: Культура-агарту работнигы на ярдәмгә. Казан. 1949.
- «Чүпләмле». — В сб.:Эстрада җыентыгы. Казан, 1950.
- Татарский народный танец. — В сб.: Танцы народов СССР. Выпуск 4, М., 1956.
- Два танца. — В сб.: В помощь художественной самодеятельности. Казань. 1953 (татарский язык).
- Новые сюжеты. «Клуб», 1958, № 5.
- Бию «Гөлләрем». — В сб.: Пионер сәхнәсе (Пионерская сцена). Кн. 5, Казань, 1974.
- Татар биюләре. Татарские танцы. Казань, 1960 (на тат. и рус. языках).